# Sky Skipper
Sky Skipper (スカイスキッパー?, Sukai Sukippā) è un videogioco arcade del 1981 edito da Nintendo. Nel 1983 venne pubblicato un porting esclusivo per Atari 2600 ad opera di Parker Brothers.
Il titolo fu accolto male nei test di localizzazione e non fu mai ampiamente distribuito. A causa del flop i cabinati furono convertiti in macchine di Popeye, rilasciato l'anno successivo. Nintendo of America ne conservò uno nei suoi archivi che ora è l'unico cabinato di Sky Skipper noto rimasto al mondo. Esso fu scansionato e fotografato dagli appassionati di arcade nel 2016, che si procurarono anche una delle quattro schede arcade rimaste note per costruire un fedele restauro del cabinato. Quella appartenente a Nintendo of America è l'unica scheda non modificata nota del gioco. Hamster Corporation è stata in grado di fare riferimento all'unica scheda arcade funzionante nota in Giappone tramite la cooperazione di exA-Arcadia, e ha utilizzato l'immagine ROM di questa scheda per rilasciarla sul Nintendo Switch eShop su licenza di Nintendo nel 2018 come parte della serie Arcade Archives.

## Modalità di gioco
In Sky Skipper viene pilotato un biplano attraverso labirinti scorrevoli per salvare gli animali in gabbia dai gorilla nemici. Il giocatore deve sganciare bombe sui gorilla che li metteranno temporaneamente fuori combattimento e sbloccheranno le gabbie. Quindi, egli deve piombare giù per raccogliere gli animali prima che i gorilla si alzino e chiudano di nuovo le gabbie. Volare contro un gorilla o un muro distrugge l'aereo, con conseguente perdita di una vita. L'indicatore del carburante dell'aereo si abbassa durante il volo e si ricarica raccogliendo gli animali. Ci sono quattro fasi in totale, che vengono ripetute con difficoltà crescente.